# Гогзан
Гогзан (нід. Hoogzand, фриз. It Heechsân) — селище в нідерландській провінції Фрисландія. Входить до муніципалітету Тіцьєркстерадел. Наразі у селищі нараховується близько 100 будинків.